# Mas Sureda
|  | Per a altres significats, vegeu «jaciment de Mas Sureda». |

Mas Sureda és una masia d'Ermedàs, al municipi de Palafrugell (Baix Empordà). El mas Sureda és a uns 300 metres al sud-est del mas Petit d'en Caixa. La torre del mas Sureda és un element dels segles XVI-XVII, època en la qual poden ser datades la major part de les torres de defensa i de guaita del terme de Palafrugell, bastides en gran quantitat davant l'amenaça dels pirates turcs i algerians. La masia era de la mateixa època, i fou recentment enderrocada i substituïda per una construcció de tipus neorenaixentista molt poc reeixida annexa a la torre, que afortunadament ha estat respectada.
La torre de defensa, inclosa en l'Inventari del Patrimoni Arquitectònic de Catalunya, es troba integrada al mas Sureda, a la banda nord-est de la casa. Es tracta d'un element de paredat, de base cilíndrica, unit a la masia a través d'un cos d'edifici nou. La torre té merlets esglaonats amb espitlleres rectangulars. A la banda de migdia hi ha restes de l'antic matacà: l'obertura del mur i les mènsules de suport de la part baixa. Es conserven diverses espitlleres quadrades al cos de la torre, així com altres obertures de tipologia diversa, distribuïdes irregularment pel parament i especialment per la part sud-est.